# طيور بأجنحة كبيرة (فلم)
طيور بأجنحة كبيرة (بالهندية: Valiya Chirakula Pakshikal) هو فيلم درامي ماليالامي هندي صدرَ عام 2015 من تأليف وإخراج الدكتور بيجو وإنتاج دكتور أيه كيه بيلاي، وهو يستند إلى حادثة وقعت في قرية صغيرة في كاساراجود بولاية كيرالا حيث أصيب آلاف الأشخاص بأمراض قاتلة بسبب تأثيرات الإندوسلفان، وهو مبيد حشري يستخدم لحماية أشجار الكاجو. صُوّر الفيلم في ولاية كيرالا وكندا، وصدر في الهند في كانون الأول/ديسمبر 2015.

## الحبكة
الفيلم عبارة عن تمثيل خيالي جزئيًا للكارثة البيئية التي سببها استخدام مبيد الإندوسلفان في منطقة كاساراجود في ولاية كيرالا، الهند. نتجت هذه الكارثة عن ما يقرب من عقدين ونصف من استخدام الإندوسلفان في مزارع الكاجو المملوكة للحكومة. يستكشف الفيلم العواقب البيئية والصحية الكارثية لاستخدام المبيدات الحشرية والآثار الصحية التي لا تزال قائمة حتى يومنا هذا.
يصور الفيلم الآثار اللاحقة لرش المبيدات من خلال عيون المصور. كانت زيارته الأولى للمنطقة خلال موسم الأمطار في عام 2001، وكشفت صوره عن الحالة المروعة للعديد من الضحايا للعالم. وقد حظي البؤس الناجم عن الإندوسلفان باهتمام عالمي نتيجة لهذه الصور الفوتوغرافية. عندما زار المصور المنطقة مرة أخرى في صيف عام 2006، توفي العديد من الضحايا الشباب الذين كان قد صورهم خلال زيارته السابقة. حتى الآن، يصاب الأطفال بأمراض غريبة ومنهكة. في عام 2011، أوصت قمة ستوكهولم للأمم المتحدة بشأن الملوثات العضوية الثابتة بفرضِ حظر كامل على الإندوسلفان. كانت الهند الدولة الوحيدة التي عارضت هذا القرار. بعد عام واحدٍ وتحديدًا في عام 2012، عاد المصور إلى كاساراجود ووجد أن محنة هؤلاء الضحايا مستمرة، وأن الناجين ما زالوا يعانون.

## القصّة الحقيقيّة
الشخصية الرئيسية هي مادوراج، مصور صحفي ماثروبومي الذي سلط عرضه لعام 2001 الضوء على الضرر البيئي الناجم عن استخدام الإندوسلفان. مأساة. للحفاظ على المصداقية، ولتصوير الأحداث بدقة، قام الدكتور بيجو  باستشارة مادوراج ونشطاء آخرين مرتبطين بقضية كاساراجود. استغرق الأمر ما يقرب من عام للمدير لإجراء هذا البحث. في محاولة لإعطاء صوت للمتضررين من هذه الأزمة البيئية التي من صنع الإنسان، يتم تمثيل الشخصيات التي تظهر في الفيلم من قبل ضحايا من واقع الحياة.
وجهة نظر فيلم «Valiya Chirakulla Pakshikal» (العنوان الأصلي) هي أن حكومتها قد ارتكبت ظلمًا خطيرًا بحق شعب. إنه يحكي قصة خمسة وعشرين عامًا لما يوصف بأنه تجاهل صارخ لرفاهية المجتمع، والتضحية بالأرواح في السعي وراء الجشع. على الرغم من الأدلة الدامغة، يؤكد المخرج أن الحكومة الهندية لم توقف تمامًا استخدام الإندوسلفان، ولم يتم توفير العلاج المناسب للضحايا، أو السماح لهم بالتعويض المناسب. على الرغم من أن الأمم المتحدة قد حظرت الإندوسلفان، فإن قرار حظر هذا المبيد في كاساراجود يعود إلى المحكمة العليا في الهند. خلال وقت اتخاذ القرار، تعاونت شركة الإنتاج والطاقم والممثلون في كيفية دعم الحظر.
صرح الممثل كونتشاكو بوبان، بشأن قراره بتولي الدور الرئيسي، "لقد كان نصًا حساسًا للغاية، ولم يكن بإمكان أي ممثل رفضه. كانت جلسة التصوير تجربة مؤثرة، ولأول مرة بكيت بدون غليسيرين في مجموعات التصوير. إن ما قرأناه أو رأيناه عن محنة ضحايا الإندوسلفان  لا يعد شيئًا عندما تقابلهم وجهاً لوجه وتستمع إليهم. لقد كانت [لقطات التصوير] مؤلمة وعاطفية للغاية. لم أتعرض لمثل هذه الصدمة مطلقًا أثناء التصوير".

## الإنتاج
الفيلم من إنتاج الدكتور أ. ك. بيلاي، تحت لافتة دار إنتاج أفلام مايا. بيلاي طبيبة أطفال ممارس تعيش حاليًا في فلوريدا، الولايات المتحدة الأمريكية. حصل بيلاي على درجات دراسات عليا من المملكة المتحدة والولايات المتحدة الأمريكية، وعمل في حكومة الولايات المتحدة لعدة سنوات قبل أن يبدأ ممارسته الخاصة. أدى شغفه بصنع أفلام واقعية وذات مغزى إلى تكاتفه مع المخرج الفني المعاصر الدكتور بيجو. الفيلم من إنتاج بادما بيلاي.

## التصوير
استمر جدول التصوير لمدة عام في كاساراجود وكندا، من أجل التقاط الفروق الدقيقة في الفصول الأربعة. بدأت أول جلسة تصوير مقررة في يونيو 2014، في كاساراجود، لالتقاط الرياح الموسمية. ظهر في الفيلم في هذا الوقت عدد من الأطفال الذين كانوا الضحايا الفعليين للمبيد. تم الانتهاء من التصوير الثاني في الربيع في كاساراجود، في سبتمبر 2014. وأثناء إطلاق النار، واصل الناس الإضراب مطالبين الحكومة بإنصاف ضحايا الإندوسلفان. كما تم إعادة إنشاء الاحتجاجات بمشاركة كبيرة من الأمهات والأطفال في المناطق.
تم الانتهاء من التصوير الثالث في أوتاوا، كندا، خلال فصل الشتاء في ديسمبر 2014. قامت أفلام كان إيست (بيجو جيورج وساثيش جوبالان) في أوتاوا، كندا، بتنسيق الجزء الكندي من التصوير. قدم مكتب أوتاوا للأفلام دعمه لطاقم الإنتاج. تمت دعوة ما يقرب من 100 ممثل محلي لإعادة مؤتمر الأمم المتحدة حول الملوثات العضوية الثابتة، بما في ذلك الممثل جيمس برادفورد، الذي لعب دور عالم بيئي فرنسي. كافح طاقم الفيلم لتصوير معظم التسلسلات الخارجية في ظروف الشتاء و -20 درجة مئوية الطقس. على الرغم من المناخ القاسي، تم الانتهاء من التصوير في أقل من أسبوعين بسبب الدعم الساحق من كان إيست فيلمز والطاقم المحلي ومكتب أوتاوا للأفلام. تم التصوير في كاساراجود لالتقاط لقطاتِ الصيف في فبراير ومارس 2015.

## النشر
نُشر الفيلم في سبتمبر / أكتوبر 2015 في مهرجان سينمائي كبير خارج الهند، أما التوزيع الرسمي فقد كان في 4 ديسمبر 2015.

## الجوائز والترشيحات
| الحدث / السنة                                                                           | الفئة                                               | النتيجة      |
| --------------------------------------------------------------------------------------- | --------------------------------------------------- | ------------ |
| جوائز السينما الوطنية ال 63 2015 (الهند)                                                | جائزة الفيلم الوطني لأفضل فيلم عن الحفاظ على البيئة | فوز          |
| جوائز شاشة آسيا والمحيط الهادئ، أستراليا، نوفمبر 2015                                   | جوائز شاشة آسيا والمحيط الهادئ                      | مشاركة رسميّة |
| الأمم المتحدة، جنيف، نوفمبر 2015                                                        | برنامج الأمم المتحدة للبيئة                         | ترشّح         |
| الحدث الإنساني العالمي، جاكرتا، سبتمبر 2015                                             | الجائزة الإنسانية العالمية                          | فوز          |
| مهرجان السينما الدولي في الهند، نوفمبر 2015                                             | بانوراما هندية / اليونسكو، جائزة فيليني             | رُشِّح          |
| مهرجان كولكاتا السينمائي الدولي، الهند، نوفمبر 2015                                     | السينما الهندية                                     | مشاركة رسميّة |
| المهرجان السينمائي الدولي في ولاية كيرالا، الهند، نوفمبر 2015                           | سينما المالايالامية الجديدة                         | مشاركة رسميّة |
| مهرجان All Lights India International Film Festival، ولاية كيرالا، الهند، نوفمبر 2015   | أفلام هندية                                         | مشاركة رسميّة |
| مهرجان بونه السينمائي الدولي، بونه، الهند، يناير 2016                                   | السينما الهندية                                     | مشاركة رسميّة |
| مهرجان نيويورك السينمائي الهندي، نيويورك، الولايات المتحدة الأمريكية، مايو 2016         | مسابقة                                              | مشاركة رسميّة |
| مهرجان جنوب آسيا السينمائي الدولي، تورنتو، كندا، مايو 2016                              | السينما الهندية                                     | مشاركة رسميّة |
| مهرجان كوينزلاند الهندي الدولي للأفلام، بريسبان، أستراليا 2016                          | أفضل فيلم                                           | فوز          |
| مهرجان كوينزلاند الهندي الدولي للأفلام، بريسبان، أستراليا 2016                          | أفضل مخرج                                           | فوز          |
| مهرجان كوينزلاند الهندي الدولي للأفلام، بريسبان، أستراليا 2016                          | أفضل ممثل                                           | فوز          |
| مهرجان كوينزلاند الهندي الدولي للأفلام، بريسبان، أستراليا 2016                          | أفضل تصوير سينمائي                                  | فوز          |
| مهرجان كوينزلاند الهندي الدولي للأفلام، بريسبان، أستراليا 2016                          | أفضل سيناريو                                        | فوز          |
| مهرجان هانوي السينمائي الدولي، فيتنام 2016                                              | مسابقة دولية                                        | رُشِّح          |
| مهرجان الموئل السينمائي الدولي، نيودلهي، مايو 2016                                      | فيلم هندي                                           | مشاركة رسميّة |
| مهرجان فيلم الناس والبيئة، مهرجان بايكال السينمائي الدولي، إيركوتسك، روسيا، أكتوبر 2018 | مسابقة دولية                                        | رُشِّح          |
| مهرجان جسر الفنون السينمائي الدولي، روستوف، روسيا، أكتوبر 2018                          | أفلام لجنة التحكيم                                  | مشاركة رسميّة |

## ما بعد الفيلم
بعد الانتهاء من تصوير الفيلم، واصل طاقم الفيلم أنشطته لدعم ضحايا الإندوسلفان. أسس السكان المحليون والناشطون منظمة خيرية تسمى SNEHAM لدعم الضحايا، بدعم من الطاقم. شارك الممثل كانشاكو بوبان، جنبًا إلى جنب مع متطوعي SNEHAM، في البرنامج التلفزيوني الشهير «Kodeeswaran» لجمع الأموال للمنظمة. بالإضافة إلى ذلك، يواصل المنتج والمخرج والطاقم الفني دعم القضية، ويهدفون إلى بناء قرية إعادة تأهيل لدعم الضحايا ورعايتهم.

## روابط خارجية
- طيور بأجنحة كبيرة  في قاعدة بيانات الأفلام على الإنترنت (بالإنجليزية)
- Birds With Large Wings  على فيسبوك.
- موقع مادهراج